# اصل پلی‌آنا
اصل پلی‌آنا (به انگلیسی: Pollyanna principle) یا پلی‌آنائیسم (به انگلیسی: Pollyannaism) یا سوگیری مثبت‌نگری (به انگلیسی: positivity bias) تمایل افراد به آن است که چیزهای خوشایند را نسبت به چیزهای ناخوشایند دقیق‌تر به خاطر بسپارند. مطالعات نشان می‌دهد در سطح ناخودآگاه، ذهن به سوی خوش‌بینی روی می‌آورد، در حالی که در سطح خودآگاه به سوی بدبینی. این سوگیری در سطح ناخودآگاه به اثر بارنوم شبیه است.

## توسعه

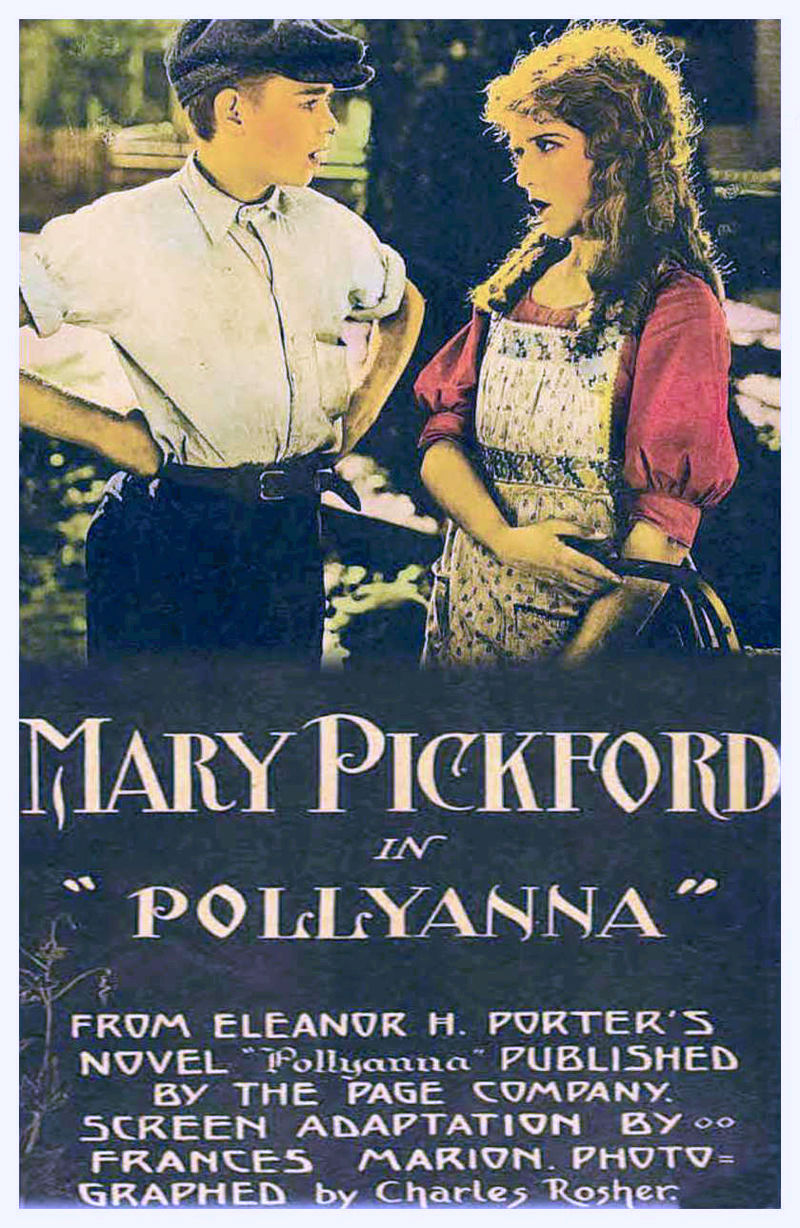
پوستر فیلم پلی‌آنا که سال ۱۹۲۰ منتشر شد

نام این اصل از شخصیت النور ایچ. پورتر در رمان پلی‌آنا که سال ۱۹۱۳ منتشر شد اخذ شده است. پلی‌آنا مدام مشغول «شادبازی» است که در آن باید در هر موقعیتی دنبال چیزی برای شاد شدن گشت. چند بار از رمان فیلم ساخته‌اند از قبیل فیلم‌هایی که سال‌های ۱۹۲۰ یا ۱۹۶۰ ساخته شدند. اولین استفاده از لغت پلی‌آنا در متون روان‌شناختی به سال ۱۹۶۹ توسط بوچر و آزگود باز می‌گردد که در آن فرضیه پلی‌آنا گرایش جهانیان به استفاده بیشتر و متنوع‌تر از لغات مثبت نسبت به منفی حین برقراری ارتباط تعریف شده بود. شواهد تجربی بیانگر این گرایش با استفاده از تحلیل رایانشی پیکره‌های بزرگ متنی به دست آمده است.
داستان پلی‌آنا دربارهٔ دختربچهٔ یتیمی است که او را پیش عمه‌اش به نام پلی فرستاده‌اند تا با او زندگی کند. عمه پلی سخت‌گیر و خشک و مقرراتی است. وقتی پلی‌آنا در این موقعیت قرار می‌گیرد سعی می‌کند خوش‌بین بماند و خوش‌بینی‌اش را به دیگران نیز تسری دهد. داستان پلی‌آنا این پیام را می‌فرستد که هر چقدر هم اوضاع سخت باشند، با خوش‌رویی و خوش‌بینی می‌توان هر موقعیتی را مساعد ساخت و به موفقیت رسید.

## یادداشت
1. ↑  Boucher
2. ↑  Osgood